# جون بليك (سياسي)
جون بليك (بالإنجليزية: John Blake)‏ هو سياسي أمريكي، ولد في 1 أغسطس 1960 في سكرانتون في الولايات المتحدة. حزبياً، نشط في الحزب الديمقراطي. وقد انتخب عضو مجلس ولاية بنسيلفانيا وانتخب عضو مجلس نواب بنسيلفانيا.